# S級水雷艇
S級水雷艇(フィンランド語:S-luokan torpedovene)は、フィンランドの水雷艇(Torpedovene)である。元はロシア帝国海軍の水雷艇で、フィンランドがロシア帝国から独立を果たすことになったロシア革命からフィンランド内戦にかけての動乱期にフィンランド独立派によって捕獲され、その海軍へ編入された。

## 概要

### 全般
フィンランド海軍のS級水雷艇は、ロシア帝国で19世紀末から20世紀初頭にかけて建造された6 隻の水雷艇からなっていた。その内訳には実際には2種類の異なる級が含まれており、大型のS1からS5がソーコル級、小型のS6が改スーンガリ級(または改ウスーリ級と呼ばれた)であった。フィンランド名の「S級」とは元の艦級名の一方である「ソーコル」(Sokol)の頭文字に由来している。また、フィンランドでもソコル級(Sokol-luokan)と呼ばれることがあるが、実際にはロシア帝国のソーコル級以外に改スーンガリ級を含んでいるためS級として区別する。

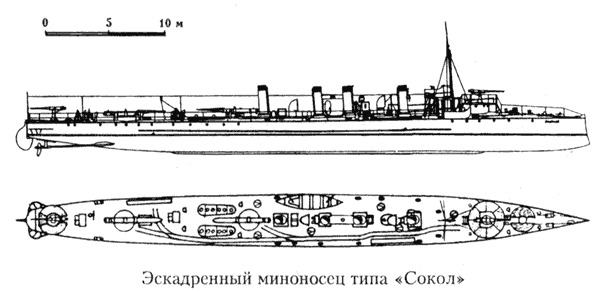
ロシア帝国海軍のソーコル級駆逐艦の概略図

ロシア帝国のソーコル級は、イギリスのハヴォック級水雷艇駆逐艦を手本に従来の水雷艇より航洋性能を改善した大型の水雷艇として設計された。実質的にロシアで最初の駆逐艦であり、1907年には新たに制定された艦隊水雷艇(駆逐艦に相当する水雷艦艇)に正式に類別が変更された。しかし、第一次世界大戦時にはすでに旧式化し、一部は掃海艇として運用されるようになっていた。フィンランド海軍ではすでに駆逐艦と呼ぶには能力的に見合わなくなっていたソーコル級を小型の改スーンガリ級と同じ水雷艇に類別し、艇級もひとまとめにした。6 隻は、ロシア革命とその後のフィンランド内戦によってフィンランド勢力に捕獲され、運用された。その経緯は以下のようであった。

### ロシア革命と内戦
1917年秋にボリシェヴィキによる十月革命が発生すると、これを契機に旧帝国領内各国においてソヴィエト・ロシアからの独立運動が一挙に本格化、一般にロシア内戦と呼ばれる激しい戦闘状態が発生した。反対派の離反運動に対し、ボリシェヴィキは赤軍の軍事力とプロパガンダ工作によって反対各派に対して優勢を占めた。しかし、その状況は反対各派がそれぞれドイツ帝国など中央同盟国と連合したことにより一変し、1918年春までにはボリシェヴィキ派は各地から放逐されるに至った。
フィンランドは、ナポレオン戦争以来ロシア皇帝が大公を兼任するフィンランド大公国としてロシア帝国の一部に組み込まれていたが、ここでもやはりソヴィエト・ロシアからの独立運動が行われた。ボリシェヴィキに属するフィンランド赤衛軍に対し反対派はフィンランド白衛軍を組織し、1918年1月には本格的な武力闘争を開始した。一方、ドイツ帝国軍は白衛軍に呼応してロシアの重要な軍港であったハンコを制圧した。ソヴィエト・ロシアはドイツとの間に結んだブレスト＝リトフスク条約によりフィンランドからの軍隊撤退の義務を負うと同時にフィンランド湾に停泊していた旧ロシア帝国バルト艦隊所属艦艇をロシア本国へ引き揚げる権利を得た。しかし、その一部は海面凍結の影響により湾より引き揚げることができなかった。それらの艦艇は、ソヴィエト・ロシア政府からソヴィエト・フィンランドへ譲渡されたが、最終的に内戦に勝利したフィンランド白衛軍とドイツ軍とにより捕獲された。

### フィンランド海軍での運用

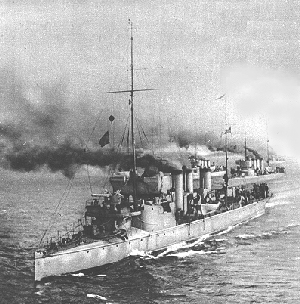
S2

4月13日になると、白衛軍はそれらの艦艇からフィンランド海軍を編成することを決定した。フィンランド海軍に編入されたソーコル級には、そのロシアでの艦級名に因んで「S1」から始まる艇名が与えた。そのため、これらはソコル級またはS級水雷艇と呼ばれるようになった。なお、同様にロシアから捕獲したツィクローン級水雷艇も「C級」としてフィンランド海軍に編入されている。
S級水雷艇は、最終的にはおよそ7年にわたってフィンランド海軍で運用された。運用初年には、S級はバルト海戦域に投入され、ソヴィエト・ロシアの赤色艦隊に対するイギリス艦隊の軍事作戦を支援した。
1920年にフィンランドとソヴィエト・ロシアとの間にタルトゥ条約が締結されると、S級はじめ旧ロシア帝国艦艇はロシアへ返還されることとなった。引渡しは1922年に実施されることになったが、S級がすでに決定的なまでに旧式化していると判断したロシアはその内3 隻を受領せず、そのままフィンランドへ売却した。フィンランドはこれらの水雷艇を自国の海軍へ編入した。残る3 隻については、除籍・解体を前提にロシアへ帰航した。これら3 隻は、1925年にソ連で解体された。
フィンランド海軍に編入された3 隻については、その後も運用が継続された。しかし、S2は1925年に暴風雨に起因する事故により沈没、翌1926年に除籍となった。S1は1931年から1932年にかけて標的艦に改修、訓練用に使用されたのち1939年に退役した。S5も同様に1939年で艦艇としての使命を終えたが、第二次世界大戦と継続戦争の勃発により急遽水上砲台に改装され、来襲するソ連の航空機に対抗する防空砲台として1942年まで使用された。

## 同型艇
ここでは、ソーコル級と改スーンガリ級の内、フィンランド海軍のS級に含められた艇のみ記載する。ソーコル級は合わせて27 隻(準同型艦のトヴョールドィイ級を合わせると32 隻)が建造され、ロシアとそれから独立したフィンランドやウクライナ、日露戦争で捕獲した日本で運用された。一方、改スーンガリ級の建造は2 隻のみで、フィンランドの他はロシアで運用された。
| [ 1 ] | 艇名 | 旧称                                | 起工      | 進水        | 竣工      | 除籍        | 特記事項                                           |
| ----- | ---- | ----------------------------------- | --------- | ----------- | --------- | ----------- | -------------------------------------------------- |
| 11    | S1   | リヤーヌイ Рьяный                   | 1899/     | 1900/ 06/24 | 1902/ 05/ | 1939/       | 1932年より標的艦。                                 |
| 8     | S2   | プロゾルリーヴイ Прозорливый        | 1898/     | 1899/ 06/26 | 1902/ 05/ | 1926/ 08/05 | 1925/10/04事故で沈没。                             |
| 2     | S3   | ポスルーシュヌイ Послушный          | 1897/     | 1898/ 05/   | 1900/ 07/ | 1925/ 11/21 | 1922/ロシアへ返還。                                |
| 9     | S4   | レーズヴイ Резвый                   | 1899/     | 1899/ 08/19 | 1902 05/  | 1925/ 11/21 | 1922/ロシアへ返還。                                |
| 7     | S5   | ポドヴィージュヌイ Подвижный        | 1899/ 10/ | 1901/ 05/21 | 1902 05/  | 1943/       | 艦艇としては1939/まで、 その後水上砲台として使用。 |
| 1     | S6   | 第212号通報艇 Посыльное судно № 212 | 1900/ 02/ | 1901/ 09/   | 1902/ 10/ | 1925/ 11/21 | 1922/ロシアへ返還。                                |

1. ↑  ロシア帝国での建造順。「2」は「2番艇」の意味。
2. ↑  艦艇名はロシア帝国時代には幾度か改称されているが、ここにはフィンランド海軍への編入直前の名称を記載する。
3. ↑  1915年より通報艇に類別変更されている。